# L'Allumette suédoise
L’Allumette suédoise. Histoire criminelle  (en russe : Шведская спичка, Chvedskaïa spitchka) est une nouvelle d'Anton Tchekhov parue en 1884.

## Historique
L'Allumette suédoise est initialement publiée dans l'almanach de La Libellule le 5 décembre 1884, signée A. Tchekhov.
C’est une enquête policière qui finit en vaudeville et la première nouvelle de l’auteur à atteindre vingt pages.

## Résumé

### Première partie
Le dimanche 6 octobre 1885, Psékov, l’intendant du propriétaire Marc Ivanovitch Kliaouzov, se présente chez le commissaire de police du district et annonce tout de go que son maître a été assassiné.
Sans tarder, le commissaire de police se rend au domicile de la victime. Il y a déjà foule, la nouvelle s’étant répandue dans la contrée, d'autant que la victime menait une vie de débauche. On appelle le juge Nicolas Tchoubikov, et l’enquête peut commencer.
Pourquoi Kliaouzov est-il resté une semaine enfermé dans sa chambre ? Et surtout, où est le cadavre ? Il y a bien des marques de lutte dans la pièce, mais aucune trace du mort. De plus, le vol n’est pas l’objet de l’agression, car on trouve des objets de valeur. Dernier indice, on retrouve par terre une allumette suédoise qui ne peut appartenir qu’à une personne cultivée.
Efrem, le vieux jardinier, pense que c’est Nicolachka, le valet, qui a fait le coup, car le barine lui avait pris sa maîtresse, Akoulka, une femme très attirante. On interroge le valet : c’est faux, Akoulka était devenue entre-temps la maîtresse de Psékov.
On va chez la sœur du défunt, une vieille fille bigote. Elle fait partie de la secte des vieux-croyants, elle ne veut pas parler de son frère, on ne peut rien en tirer. Le juge Tchoubikov et son assistant Dioukovski rentrent en ville. Eux aussi connaissent bien Akoulka, l’un pour l’avoir engagée comme cuisinière, l’autre pour lui avoir fait la cour. Par contre, ils divergent sur les suspects. Le lendemain, on arrête Psékov et Nicolachka.

### Seconde partie
Douze jours plus tard, Dioukovski pense que c’est la sœur et cherche à qui pourrait appartenir l’allumette suédoise. Le juge Tchoubikov penche pour les deux employés arrêtés.
Dioukovski s’en va chercher qui a acheté ce genre d’allumette dernièrement. Il revient et supplie le juge de le laisser mener la fin de l’enquête. Il a trouvé la coupable. Ils vont chez Olga Petrovna, vingt-trois ans, la femme du commissaire. Elle avoue et les conduit dans une soupente fermée à clé où se trouve le corps de Kliaouzov : il est bien vivant !
Il habite chez le commissaire, ou plutôt chez sa femme : elle vient le rejoindre dès que son mari est parti. Le juge et l’assistant sont furieux. Ils ont cru pendant un moment avoir résolu une enquête difficile. Leur désillusion est grande.

## Éditions françaises
- Anton Tchekhov (trad. Madeleine Durand et André Radiguet, révisé par Lily Denis), L'Allumette suédoise : in Œuvres, t. I : Théâtre. Récits (1882-1886), Paris, Gallimard, coll. « Bibliothèque de la Pléiade », 1981 (1re éd. 1968), 1510 p. (ISBN 978-2-07-010549-6)
- (ru + fr) Anton Tchekhov (trad. Catherine Emery, préf. Catherine Emery), L'Allumette suédoise : in Nouvelles (bilingue), Paris, Pocket, coll. « Langues pour tous » (no 3089), 2006, 210 p. (ISBN 978-2-266-16306-4)